# Winnie Byanyima
 Winifred Byanyima (?·pàg.) (Mbarara, 13 de gener de 1959) és una enginyera aeronàutica, política i diplomàtica ugandesa, directora executiva d'Oxfam International des del maig de 2013. Abans va exercir com a directora de l'equip de gènere a l'Oficina de Política de Desenvolupament del Programa de les Nacions Unides per al Desenvolupament des de 2006.

## Educació
Byanyima va néixer al districte de Mbarara a la regió occidental d'Uganda, filla de Boniface Byanyima, únic president nacional del Partit Demòcrata d'Uganda i Gertrude Byanyima, una mestra d'escola que va morir el novembre de 2008. Va estudiar al Mount Saint Mary's College Namagunga, al districte de Mukono. Més tard es va llicenciar en enginyeria aeronàutica per la Universitat de Manchester, esdevenint la primera dona ugandesa en assolir aquest títol. Posteriorment es va llicenciar en enginyeria mecànica, especialitzant-se en la conservació d'energia, a la Universitat de Cranfield.

## Carrera
Després d'acabar els estudis com a enginyera aeronàutica, Byanyima va treballar com a enginyera per l'Uganda Airlines. Quan Yoweri Museveni va iniciar la Guerra civil d'Uganda 1981-1986, va abandonar la seva feina i es va unir a la rebel·lió armada. Museveni i Byanyima s'havien criat junts des de nens a la casa de la família Byanyima, els qui havien proporcionat totes les necessitats educatives i escolars de Museveni. Tots dos i el marit de Byanyima, Kizza Besigye, varen ser combatents en l'Exèrcit Nacional de Resistència (NRA); el matrimoni havia trencat la seva vinculació amb el president d'Uganda, pel règim antidemocràtic que havia instaurat al país, malgrat les seves creences prèviament declarades.
Després que la NRA guanyés la guerra, Byanyima va ser ambaixadora d'Uganda a França des de 1989 fins al 1994. Tot seguit va tornar a casa i es va convertir en una activa participant en la política ugandesa. Va ser membre de l'Assemblea Constituent que va redactar la Constitució ugandesa de 1995. Posteriorment, va ocupar dos mandats consecutius com a membre del parlament, en representació del municipi de Mbarara des del 1994 fins a l'any 2004. Va ser nomenada directora de la Direcció de Dones, Gènere i Desenvolupament a la seu de la Unió Africana a Addis Abeba, Etiòpia, càrrec en el que exercí fins que va ser nomenada directora de l'equip de gènere a la Mesa de Política de Desenvolupament del Programa de les Nacions Unides per al Desenvolupament el novembre de 2006.
El gener de 2013, Byanyima es va anunciar que seria anomenada la propera directora executiva d'Oxfam International, en substitució a Jeremy Hobbs; va començar a exercir-ne l'1 de maig de 2013.
El gener de 2015, Byanyima va codirigir el Fòrum Econòmic Mundial a Davos, on va pressionar per tal reduir la diferencia entre rics i pobres, davant les xifres d'una investigació que afirmaven que la proporció de la riquesa de l'1 per cent més ric de la població mundial havia augmentat a gairebé el 50 per cent el 2014, mentre que el 99 per cent compartia l'altra meitat; tot i que aquestes xifres d'Oxfam són font de controvèrsia per part de diversos economistes.
El novembre de 2016, Byanyima fou anomenada part de l'equip d'accés als medicament pel secretari general de les Nacions Unides, Ban Ki-moon, copresidit per Ruth Dreifuss, expresident de Suïssa, i Festus Mogae, expresident de Botswana.